# 勃氏腔吻鱈
勃氏腔吻鱈，為輻鰭魚綱鱈形目鼠尾鱈科的其中一種，分布於東南大西洋及西印度洋的安哥拉至南非、莫三比克海域，屬深海底棲性魚類，棲息深度400-1200公尺，本魚頭大、眼大，吻部尖形，腹鰭及臀鰭間具發光器官，頭部下方具有鱗片，體白褐色，嘴及鰓腔為黑色，背鰭硬棘2枚;背鰭軟條112-114枚;臀鰭軟條105枚，體長可達60公分，棲息在底中層水域，生活習性不明。